# روزنه اشکی
روزنه اشکی (به انگلیسی: Lacrimal punctum) (جمع آن puncta) یا نقطه اشکی (Lacrimal point)، منفذی ریز در قله‌های پاپیل اشکی است که در لبهٔ پلک‌ها در انتهای جانبی دریاچه اشکی دیده می‌شود. دو روزنه اشکی در بخش میانی (درونی) هر پلک وجود دارد. به‌طور معمول، روزنه به عمق دریاچه اشکی فرومی‌رود.
آنها با هم برای جمع‌آوری اشک تولیدشده توسط غده اشکی عمل می‌کنند. مایع از طریق کانال‌های اشکی به کیسه اشکی منتقل می‌شود و از آنجا از طریق مجرای بینی-اشکی به بخش تحتانی بینی مجرای بینی می‌رسد.